# Rex (Il commissario Rex)
Rex è un noto cane da pastore tedesco, coprotagonista della serie televisiva austriaca Il commissario Rex e della serie televisiva italiana Rex, entrambe distribuite in Paesi diversi e replicate più e più volte anche parecchi anni dopo la conclusione definitiva.

## Vicende del personaggio

### Serie austriaca
Spesso lo si trova alle prese con prove di abilità: scherza, apre porte, spinge portavivande e con il suo fiuto individua sostanze stupefacenti e cadaveri. Efficiente e ligio al dovere, si presenta sempre esattamente nel momento in cui è necessario il suo intervento.
A prendersi cura di lui sono i vari commissari di polizia che si susseguono nelle stagioni; inizialmente vive con il commissario Moser in un appartamento in Marrokanergasse 13, Wien-Landstraße; la coppia si trasferisce, dopo la prima serie, in una casetta tranquilla alla periferia di Vienna. La casa è di proprietà di un uomo che non vuole cani, ma che cambia idea quando Rex, accortosi di una perdita di gas, gli salva la vita.
Rex viene frequentemente chiamato a risolvere situazioni difficili, persino ad aiutare una giovane ragazza che stava tentando il suicidio. In uno degli episodi più famosi Rex salva un ostaggio strisciando di nascosto dietro il criminale che lo tratteneva, e saltandogli addosso riesce a disarmarlo.
C'è un notevole elemento di humor in tutte le attività di Rex. Costantemente stuzzica Stockinger, gli tira il cappotto, gli nasconde le scarpe e gli ruba un panino. Negli episodi successivi Hollerer tiene un punteggio dei successi di Bock contro Rex, non adulando certo i risultati del collega (pochissimi).

## Sviluppo del personaggio
Già nelle serie Poliziotto a 4 zampe c'era un cane investigatore.
Il personaggio del cane poliziotto che aiuta il suo padrone umano a risolvere i casi fece la sua prima apparizione nel 1994, nella serie austriaca ambientata a Vienna e trasmessa in prima visione da ORF 1 e Sat.1 fino al 2004, per poi essere replicata più e più volte.
Nel 2008, il personaggio si è spostato da Vienna a Roma, in una nuova serie televisiva che, pur essendo di produzione prevalentemente italiana, fu girata inizialmente in lingua tedesca, come la serie originale. La serie italiana andò in onda su Rai Uno ma poi venne spostata su Rai 2, seguendo un destino opposto a quello della serie madre, che andò in onda dalla prima stagione sulla seconda rete della Rai, per poi essere spostata sulla prima rete.
Nel corso dei lunghi anni in cui sono stati realizzati i due telefilm, Rex è stato interpretato da cani diversi, ma non si è mai notata nessuna differenza.

## Iconicità
Il personaggio è diventato popolarissimo e iconico, al punto che l'appellativo Rex o Commissario Rex veniva e viene tuttora usato impropriamente per indicare un cane da pastore tedesco.